# Phthirusa stenophylla
Phthirusa stenophylla là một loài thực vật có hoa trong họ Loranthaceae. Loài này được Eichler miêu tả khoa học đầu tiên năm 1868.